# Calcarostoma
Calcarostoma is een geslacht van kreeftachtigen uit de klasse van de Ostracoda (mosselkreeftjes).

## Soort
- Calcarostoma calcaratum Schornikov & Wouters, 2004